# Natação no Campeonato Europeu de Esportes Aquáticos de 2016 - 400 m medley feminino
A prova dos 400 metros medley feminino da natação no Campeonato Europeu de Esportes Aquáticos de 2016 ocorreu no dia 16 de maio em Londres, no Reino Unido. 

## Calendário
| Fase          | Data       | Hora  |
| ------------- | ---------- | ----- |
| Eliminatórias | 16 de maio | 10:51 |
| Final         | 16 de maio | 18:35 |

Todos os horários estão no horário local (UTC+0)

## Recordes
Antes desta competição, os recordes eram os seguintes:
| Recorde mundial       | Ye Shiwen      | 4:28.43 | Londres  | 28 de julho de 2012  |
| Recorde europeu       | Katinka Hosszú | 4:29.89 | Marselha | 4 de março de 2016   |
| Recorde do campeonato | Katinka Hosszú | 4:31.03 | Berlim   | 18 de agosto de 2014 |

Os seguintes novos recordes foram estabelecidos durante esta competição. 
| Data       | Prova         | Nadadora       | Nacionalidade | Tempo   | Recordes              |
| ---------- | ------------- | -------------- | ------------- | ------- | --------------------- |
| 16 de maio | Eliminatórias | Katinka Hosszú | Hungria       | 4:30.97 | Recorde do campeonato |
| 16 de maio | Final         | Katinka Hosszú | Hungria       | 4:30.90 | Recorde do campeonato |

## Medalhistas
| Ouro                 | Prata              | Bronze                  |
| Katinka Hosszú (HUN) | Hannah Miley (GBR) | Zsuzsanna Jakabos (HUN) |

## Resultados

### Eliminatórias
Esses foram os resultados das eliminatórias. 
| Pos. | Bateria | Raia | Nadadora             | Nacionalidade | Tempo   | Notas |
| ---- | ------- | ---- | -------------------- | ------------- | ------- | ----- |
| 1    | 3       | 4    | Katinka Hosszú       | Hungria       | 4:30.97 | Q,    |
| 2    | 3       | 5    | Aimee Willmott       | Reino Unido   | 4:37.49 | Q     |
| 3    | 2       | 4    | Hannah Miley         | Reino Unido   | 4:38.91 | Q     |
| 4    | 2       | 3    | Zsuzsanna Jakabos    | Hungria       | 4:39.10 | Q     |
| 5    | 2       | 7    | Carlotta Toni        | Itália        | 4:39.60 | Q     |
| 6    | 3       | 6    | Anja Klinar          | Eslovênia     | 4:41.31 | Q     |
| 7    | 2       | 5    | Barbora Závadová     | Chéquia       | 4:41.63 | Q     |
| 8    | 2       | 6    | Luisa Trombetti      | Itália        | 4:41.87 | Q     |
| 9    | 3       | 3    | Lara Grangeon        | França        | 4:42.92 |       |
| 10   | 3       | 2    | Stefania Pirozzi     | Itália        | 4:43.42 |       |
| 11   | 3       | 7    | Sara Franceschi      | Itália        | 4:44.28 |       |
| 12   | 2       | 2    | Georgia Coates       | Reino Unido   | 4:44.62 |       |
| 13   | 1       | 6    | Wendy van der Zanden | Países Baixos | 4:44.73 |       |
| 14   | 2       | 8    | Paula Żukowska       | Polónia       | 4:45.88 |       |
| 15   | 3       | 8    | Victoria Kaminskaya  | Portugal      | 4:46.45 |       |
| 16   | 3       | 1    | Abbie Wood           | Reino Unido   | 4:48.01 |       |
| 17   | 2       | 1    | Jördis Steinegger    | Áustria       | 4:48.76 |       |
| 18   | 1       | 4    | Kristýna Horská      | Chéquia       | 4:50.71 |       |
| 19   | 3       | 0    | Tanja Kylliaeinen    | Finlândia     | 4:50.86 |       |
| 20   | 2       | 0    | Julia Mrozinski      | Alemanha      | 4:52.19 |       |
| 21   | 1       | 5    | Jaqueline Hippi      | Suécia        | 4:53.89 |       |
| 22   | 3       | 9    | Patricia Aschan      | Finlândia     | 4:55.71 |       |
| 23   | 1       | 3    | Tereza Horáková      | Chéquia       | 4:56.16 |       |
| 24   | 2       | 9    | Diana Duraes         | Portugal      | 4:57.95 |       |
| 25   | 1       | 2    | Sara Nysted          | Ilhas Feroé   | 5:15.48 |       |

### Final
Esse foi o resultado da final. 
| Pos.              | Raia | Nadadora          | Nacionalidade | Tempo   | Notas                 |
| ----------------- | ---- | ----------------- | ------------- | ------- | --------------------- |
| Medalha de ouro   | 4    | Katinka Hosszú    | Hungria       | 4:30.90 | Recorde do campeonato |
| Medalha de prata  | 3    | Hannah Miley      | Reino Unido   | 4:35.27 |                       |
| Medalha de bronze | 6    | Zsuzsanna Jakabos | Hungria       | 4:38.39 |                       |
| 4                 | 5    | Aimee Willmott    | Reino Unido   | 4:40.08 |                       |
| 5                 | 2    | Carlotta Toni     | Itália        | 4:40.76 |                       |
| 6                 | 8    | Luisa Trombetti   | Itália        | 4:41.03 |                       |
| 7                 | 1    | Barbora Závadová  | Chéquia       | 4:43.11 |                       |
| 8                 | 7    | Anja Klinar       | Eslovênia     | 4:43.42 |                       |

Legenda
| Recorde mundial       | Recorde mundial (World record)               |                       | Recorde africano                      | Recorde africano (African) |                                           | Q | Classificado por posição (Qualified) |
| Recorde do campeonato | Recorde do campeonato (Championship record)  | Recorde da América    | Recorde da América (Americas)         | q                          | Classificado por melhor tempo (Qualified) |   |                                      |
| Melhor marca do ano   | Melhor marca do ano (World leading)          | Recorde asiático      | Recorde asiático (Asian)              | DNS                        | Não largou (Did not start)                |   |                                      |
| Recorde nacional      | Recorde nacional (National record)           | Recorde europeu       | Recorde europeu (European)            | DNF                        | Não terminou (Did not finish)             |   |                                      |
| Recorde pessoal       | Recorde pessoal do atleta (Personal best)    | Recorde da Oceania    | Recorde da Oceania (Oceania)          | DSQ / DQ                   | Desclassificado (Disqualified)            |   |                                      |
| Recorde da temporada  | Recorde da temporada do atleta (Season best) | Recorde sul-americano | Recorde sul-americano (South America) | NM                         | Sem marca (No mark)                       |   |                                      |